# بروس جيلكريست
بروس جيلكريست (بالإنجليزية: Bruce Gilchrist)‏ هو عالم حاسوب ومهندس بريطاني، ولد في 4 أغسطس 1930 في Pontefract ‏ في المملكة المتحدة، وتوفي في 23 مايو 2015.